# Öratjärnen (Delsbo socken, Hälsingland)
Öratjärnen är en sjö i Hudiksvalls kommun och Ljusdals kommun i Hälsingland och ingår i Delångersåns huvudavrinningsområde. Sjön är 6,8 meter djup, har en yta på 0,0996 kvadratkilometer och befinner sig 320,1 meter över havet.

## Delavrinningsområde
Öratjärnen ingår i det delavrinningsområde (686685-152422) som SMHI kallar för Inloppet i Gåssjön. Medelhöjden är 332 meter över havet och ytan är 5,23 kvadratkilometer. Det finns inga avrinningsområden uppströms utan avrinningsområdet är högsta punkten. Vattendraget som avvattnar avrinningsområdet har biflödesordning 4, vilket innebär att vattnet flödar genom totalt 4 vattendrag innan det når havet efter 74 kilometer. Avrinningsområdet består mestadels av skog (83 procent). Avrinningsområdet har 0,2 kvadratkilometer vattenytor vilket ger det en sjöprocent på 3,1 procent.